# 百萬同居計劃
《百萬同居計劃》（英語：Million Dollar Family）是由MakerVille製作的香港電視劇，由盧瀚霆、黃德斌、簡慕華、徐㴓喬等領銜主演。台灣OTT由LiTV 線上影視於2022年12月7日起，同步跟播上架。

## 故事大綱
吳照明（燈仔）（盧瀚霆飾）是一個年青斜杠族，外賣仔、侍應、跟車送貨什麼都做。一次，他遇上了城中知名時裝設計師，人稱霍姐的霍美玲（簡慕華飾），被她邀請加入一個名為「百萬同居」的計劃，與另外幾名由霍姐挑選的參加者，包括她的下屬阿包（徐㴓喬飾）、前男友蕭遙（黃德斌飾）、女攝影師菲姬 （黃可盈飾） 一同搬進她的豪宅，連同大宅的管家易曉（霍俊邦飾），展開同居生活半年。同居期間，必須遵從霍姐訂下的所有規則，只要安全度過同居半年期限，就可以人人獲取一百萬獎金！
初時幾個人以為同居是件簡單的事，一百萬元報酬會輕易獲得，料不到相見好而同住難，越住就越多問題！後來追求阿包多年的李希然（魏浚笙飾），負債累累的燈仔兄長咖哩哥（陳子豐飾），懷疑丈夫蕭遙出軌的蕭萬麗珠（練美娟飾），先後加入同居行列，令本來寂靜的大宅熱鬧起來，亦令本來走不出喪夫傷痛的霍姐，出現轉變。
一天，一個自稱為霍姐亡夫私生子的蘇傑（柳應廷飾）來到大宅，再次衝擊霍姐與大宅眾人的同居生活...

## 製作
一年前同樣於ViuTV播出的《大叔的愛》叫好叫座，《百萬同居計劃》遂集合《大》劇原班演員包括盧瀚霆、呂爵安、黃德斌、簡慕華、練美娟、徐㴓喬等拍攝，同時加入多名新演員。李希然一角原由呂爵安飾演，但因檔期問題，改由魏浚笙飾演。

## 演員

### 主要角色
| 演員             | 角色     | 備註 |
| 簡慕華           | 霍美玲   | 霍姐、Emily、Ling Ling（蕭遙專稱）、黑寡婦（蘇傑專稱） 資深時裝設計師，後來接管丈夫公司成為老闆娘。對Beth寄予厚望。於第15集正式交接及辭去公司所有職務，並贈送所有設計手稿及時裝分析予Beth 蘇文昊之妻，結婚前是上司下屬關係 蕭遙之前女友 蘇老爺之媳婦 蘇傑之所謂繼母 女強人 「百萬同居計劃」發起人，於該計劃的大宅三樓居住 性格孤僻，因早年喪夫而被質疑有反社會人格，但在計劃途中被眾參加者感化 於第9集聘請吳照明為裁縫學徒 於第10集宣布為品牌開設年輕系列副線 於第10集疑因病前往醫院檢查，第12及15集暈倒入院，並在第14集向大宅眾人透露自己剩下半年壽命，故舉辦「百萬同居計劃」 於第11集因協助蕭遙挽留蕭萬麗珠，和蕭萬麗珠成為好友 於第12集和蘇傑合作穿針引線修補大宅眾人關係 於第14集在蘇老爺壓力下，一度提早終止百萬同居計劃及離開大宅，但於第15集重啟 於第14集舉辦「生前葬禮」 於第15集在蘇傑陪伴下疑離世 於第1集出場 |
| 何敏怡（年輕版） | 霍美玲   | 霍姐、Emily、Ling Ling（蕭遙專稱）、黑寡婦（蘇傑專稱） 資深時裝設計師，後來接管丈夫公司成為老闆娘。對Beth寄予厚望。於第15集正式交接及辭去公司所有職務，並贈送所有設計手稿及時裝分析予Beth 蘇文昊之妻，結婚前是上司下屬關係 蕭遙之前女友 蘇老爺之媳婦 蘇傑之所謂繼母 女強人 「百萬同居計劃」發起人，於該計劃的大宅三樓居住 性格孤僻，因早年喪夫而被質疑有反社會人格，但在計劃途中被眾參加者感化 於第9集聘請吳照明為裁縫學徒 於第10集宣布為品牌開設年輕系列副線 於第10集疑因病前往醫院檢查，第12及15集暈倒入院，並在第14集向大宅眾人透露自己剩下半年壽命，故舉辦「百萬同居計劃」 於第11集因協助蕭遙挽留蕭萬麗珠，和蕭萬麗珠成為好友 於第12集和蘇傑合作穿針引線修補大宅眾人關係 於第14集在蘇老爺壓力下，一度提早終止百萬同居計劃及離開大宅，但於第15集重啟 於第14集舉辦「生前葬禮」 於第15集在蘇傑陪伴下疑離世 於第1集出場 |
| 盧瀚霆           | 吳照明   | 燈仔 斜槓族（出租車司機、車房修車員、餐廳侍應、技工）→裁縫學徒 因父母疏於照顧，幼時常光顧咖哩哥工作的餐廳而被其接濟，視他為親兄 暗戀Beth，後為其男友 李希然之情敵 仙姐之下屬 為了償還咖喱的債項而努力工作 「百萬同居計劃」參與者，於該計劃的大宅二樓居住 於第2集起，負責接載計劃中的其他參與者出入大宅 自第4集起獲Beth邀請為時裝模特兒 於第9集獲霍美玲聘請加入公司為裁縫學徒，但於第15集辭職，改行駕駛雪糕車 於第1集出場 諧音：唔照明（不照明） |
| 黃梓樂（童年版） | 吳照明   | 燈仔 斜槓族（出租車司機、車房修車員、餐廳侍應、技工）→裁縫學徒 因父母疏於照顧，幼時常光顧咖哩哥工作的餐廳而被其接濟，視他為親兄 暗戀Beth，後為其男友 李希然之情敵 仙姐之下屬 為了償還咖喱的債項而努力工作 「百萬同居計劃」參與者，於該計劃的大宅二樓居住 於第2集起，負責接載計劃中的其他參與者出入大宅 自第4集起獲Beth邀請為時裝模特兒 於第9集獲霍美玲聘請加入公司為裁縫學徒，但於第15集辭職，改行駕駛雪糕車 於第1集出場 諧音：唔照明（不照明） |
| 黃德斌           | 蕭遙     | 蕭生 前模特兒 蕭萬麗珠之丈夫 「燈神」，猜甚麼都不對（影射蕭若元） 霍美玲之前男友 「百萬同居計劃」參與者，於計劃中的大宅二樓居住 曾經生意失敗，連老婆的錢也虧掉 入住上述計劃的大宅前，有半年時間沒有上班 於第3集玩「狼人殺」遊戲時，誤以為遊戲主持人易曉在遊戲中殺死自己 最初隱瞞妻子蕭萬麗珠參與計劃，第7集被妻子發現後，其妻搬入大宅同住 第8集企圖揭穿蘇傑騙子身份，但因被蘇傑竊聽，打草驚蛇而不成功 於第15集和妻子成為咖哩哥餐廳的股東 諧音：逍遙 於第1集出場 |
| 吳嘉浩（年輕版） | 蕭遙     | 蕭生 前模特兒 蕭萬麗珠之丈夫 「燈神」，猜甚麼都不對（影射蕭若元） 霍美玲之前男友 「百萬同居計劃」參與者，於計劃中的大宅二樓居住 曾經生意失敗，連老婆的錢也虧掉 入住上述計劃的大宅前，有半年時間沒有上班 於第3集玩「狼人殺」遊戲時，誤以為遊戲主持人易曉在遊戲中殺死自己 最初隱瞞妻子蕭萬麗珠參與計劃，第7集被妻子發現後，其妻搬入大宅同住 第8集企圖揭穿蘇傑騙子身份，但因被蘇傑竊聽，打草驚蛇而不成功 於第15集和妻子成為咖哩哥餐廳的股東 諧音：逍遙 於第1集出場 |
| 徐㴓喬           | Beth     | 包包 時裝設計師，阿慈之下屬。於第12集被霍美玲晉升為主線系列副首席設計師 霍美玲之下屬，並視她為偶像，亦被她看好 被吳照明暗戀，後為其女友 患有潔癖 「百萬同居計劃」參與者，於該計劃的大宅一樓居住 於第4集邀請吳照明為時裝模特兒 於第1集出場 |
| 黃可盈           | 菲姬     | 飛機 為人冷漠及說話直接 「百萬同居計劃」參與者，於該計劃的大宅一樓居住 蘇文昊生前聘用之攝影師 參與計劃期間，專門負責拍照以記錄其他人參與計劃的過程 打算參與計劃半年而取得一百萬港元後移民日本 於第13集以維修電腦為由潛入陸師傅的廟宇，取得電腦資料證實陸師傅是詐騙集團首腦，和得知蘇傑受陸師傅指使冒充蘇文昊之私生子以騙取霍美玲財產 同集獻計聯合蘇傑和大宅眾人合作對付陸師傅之詐騙集團 於第14集發現被禁錮的李希然而將他救出 想憑牧童笛去尋找中學時的救命恩人，本以為是李希然，於第15集發現他其實是易曉而相戀 於第15集交代往日本進修攝影後，獲老師安排於美國舉辦攝影展 於第2集出場 |
| 霍俊邦           | 易曉     | 易先生、快樂小牧童（李希然和菲姬專稱） 「百萬同居計劃」大宅之管家，於該大宅的二樓居住，被霍美玲邀請參與計劃，於第14集計劃被提早結束時一度轉行當外賣速遞員 被菲姬尋找的救命恩人，後相戀 蘇文昊曾聘用之管家 於第1集出場 |
| 練美娟           | 蕭萬麗珠 | 蕭太 曾任「啤酒女郎」 蕭遙之妻子 姓名諧音萬樂珠 最初被蕭遙隱瞞不知他參與「百萬同居計劃」，第7集發現蕭遙參與計劃後，搬入大宅同住 於第11集發現霍美玲是蕭遙前女友後，憤而離開大宅，後於同集被霍美玲挽回邀請重回大宅 於第15集和丈夫成為咖哩哥餐廳的股東 於第1集出場 |
| 魏浚笙           | 李希然   | 阿希 富家子弟，但父母經常不在香港 喜歡Beth，自大學一年級開始追求她，於第11集開始放棄追求兼離開大宅 於第3集跟蹤Beth至「百萬同居計劃」的大宅，看到該大宅內有不少男士，害怕Beth最終喜歡那些男士而非自己，故冒認大宅的園丁根叔的親戚，聲稱欲頂替根叔在大宅當園丁以混入大宅；同集打破霍美玲亡夫（易曉稱其為蘇先生）生前種植的花盆，所以幾乎被易曉辭退 於第5集被霍美玲允許入大宅居住 於第11集接受和Beth不會再有進一步發展的事實而離開大宅 於第14集透露模仿霍美玲發起「百萬同居計劃」，結果遭參加者禁錮，後獲菲姬救援 吳照明之情敵 於第1集出場 |
| 柳應廷           | 蘇傑     | 蘇B 孤兒，被陸師傅收養培養成騙子，企圖向霍美玲騙財，目標將「百萬同居計劃」所有參加者趕出大宅 冒認是蘇文昊之私生子 霍美玲之所謂繼子 一度隨身拿著訛稱盛載亡母「Francesca」骨灰的骨灰盅來掩飾身份 於第8集透露因蕭遙懷疑而數度嘗試把他趕出大宅。同集竊聽吳照明及咖哩對話，得知咖哩欠下巨債，而轉移目標至咖哩 於第11集向大聖爺洩密，欲借刀逼迫咖哩離開大宅 第12集起因被眾人為其慶祝生日所感動而改邪歸正，和霍美玲合作穿針引線修補大宅各人關係 於第13集被菲姬發現騙子身份，之後向霍美玲以外的所有大宅眾人坦白認錯，並聯合眾人合作對付陸師傅之詐騙集團 於第6集出場 |
| 黃梓曜（童年版） | 蘇傑     | 蘇B 孤兒，被陸師傅收養培養成騙子，企圖向霍美玲騙財，目標將「百萬同居計劃」所有參加者趕出大宅 冒認是蘇文昊之私生子 霍美玲之所謂繼子 一度隨身拿著訛稱盛載亡母「Francesca」骨灰的骨灰盅來掩飾身份 於第8集透露因蕭遙懷疑而數度嘗試把他趕出大宅。同集竊聽吳照明及咖哩對話，得知咖哩欠下巨債，而轉移目標至咖哩 於第11集向大聖爺洩密，欲借刀逼迫咖哩離開大宅 第12集起因被眾人為其慶祝生日所感動而改邪歸正，和霍美玲合作穿針引線修補大宅各人關係 於第13集被菲姬發現騙子身份，之後向霍美玲以外的所有大宅眾人坦白認錯，並聯合眾人合作對付陸師傅之詐騙集團 於第6集出場 |
| 陳子豐           | 咖哩哥   | 咖哩 廚師 年輕時曾經常接濟吳照明，視他為親弟 欠債纍纍，訛稱賭博輸掉。實則因需用錢幫前老闆燕姐治療腎病 第4集遭追債後，在吳照明協助下隱居於大宅中，偽造靈異事件掩飾自己的存在 第6集被大宅眾人發現，因霍美玲欣賞其廚藝，准許他留在大宅負責計劃眾參加者伙食 於第11集在和大宅眾人遠足時被大聖爺追債（實為蘇傑刻意洩密），因被知悉欠債一事，自感愧疚而離開大宅 於第13集在霍美玲幫助下債務重組，並正式聘請為大宅廚師 於第15集開設自己的餐廳 於第3集出場 |

### 其他角色
| 演員   | 角色    | 介紹 |
| 陳俞希 | Fiona   | 時裝設計師 霍美玲之下屬 Lucky和Elly之直屬上司 於第2集和Elly看到霍美玲和Beth坐同一輛私家車上班，誤以為Beth有意討好霍美玲來「上位」，故針對Beth，但後和好 於第12集獲霍美玲晉升至品牌主線系列首席時裝設計師 於第1集出場 |
| 鄧麗英 | Lucky   | 時裝設計師 Fiona之下屬，後被霍美玲編排和Beth合作 暗戀吳照明，後視Beth為情敵，但後和好 於第1集出場 |
| 張紋嘉 | 阿慈    | 時裝設計師 霍美玲之下屬 Beth和Tiffany之直屬上司 於第12集被霍美玲晉升為品牌年輕系列首席時裝設計師 於第1集出場 |
| 樊沛珈 | Elly    | 時裝設計師 Fiona之下屬 |
| 蔡寶欣 | Tiffany | 時裝設計師 阿慈之下屬 |
| 李建邦 | 大聖爺  | 「收數佬」 於第1集出場，追討吳照明的欠債 於第3集追討吳照明和咖喱的欠債，更將咖喱困在荒廢的屋內；同集與吳照明、Beth和咖哩哥玩遊戲，結果三人失敗（吳照明沒有完全遵守遊戲規則，故失敗），但仍給予吳照明和咖哩兩天時間去還債 於第10集在蘇傑通報下追討咖哩的欠債，並向他淋紅油 於第13集被大宅眾人借刀對付陸師傅 於第15集暗戀Lucky |
| 陳郁憲 |         | 餐廳酒保 於第1集出場 |
| 林子傑 | Roberto | 牛郎 於第1集出場 |
| 彭美嫦 | 雲姐    | 李希然家裡的鐘點工人，於第13集因移民而離職 於第1集出場 |
| 黃捷穎 | Joanne  | 霍美玲之朋友，曾為職業女性於投行工作，婚後轉移重心至家庭 育有二子 因懷孕缺席霍美玲當年的婚宴，亦不知道其丈夫已去世 於第1集出場 |
| 羅頌華 | 根叔    | 「百萬同居計劃」的大宅園丁 於第2集出場 |
| 張松枝 | 蘇文昊  | Ronald 蘇老爺之子 霍美玲之夫 被蘇傑冒認是其父 已去世 |
| 林兆霞 | 陸師傅  | 本劇超級反派 玄學師傅，實為詐騙集團首腦 因有某有錢人令她不孕，從此視所有有錢人為敵人，亦因此多年來悉心培養孤兒詐騙集團 蘇傑之養母，利用他企圖向霍美玲騙財 於第14集被大宅眾人設計陷害而連夜逃走 於第4集出場 |
| 吳浣儀 | 仙姐    | 霍美玲公司的裁縫師傅 吳照明之上司 於第9集出場 |
| 卓欣   | 燕姐    | 前茶餐廳老闆，咖哩的前僱主 多年前因咖哩賭博欠債，高利貸到她的茶餐廳向咖哩追債時，將茶餐廳燒掉 知道咖哩為她支付治療腎病費用，和他冰釋前嫌 於第12集出場 |
| 江𤒹生 | 歐陽駿  | 職業拳擊手 Beth之好友 於第12集出場 參見繩角 （友情客串演出） |
| 張同祖 | 蘇老爺  | 蘇文昊之父 霍美玲之家翁 於第14集回港，因以為計劃參加者只為錢接近霍美玲，一度驅逐霍美玲及百萬同居計劃參加者出大宅 於第15集向眾人表示，之前舉動只是試探眾人是否真心對待霍美玲，現證明眾人對待她出自真心，故着霍美玲及百萬同居計劃參加者重返大宅，令計劃得以繼續 (特別演出）                                                    |

## 每集列表
| 集數   | 首播日期 | 標題               | 備註   |
| 2022年 |          |                    |        |
| 1      | 12月5日  | 一個不能拒絕的邀請 |        |
| 2      | 12月6日  | 非一般的同居生活   |        |
| 3      | 12月7日  | 突如其來的靚仔花王 |        |
| 4      | 12月8日  | 大宅鬧鬼了         |        |
| 5      | 12月12日 | 下流寄生族         |        |
| 6      | 12月13日 | 主題樂園大鬥法     |        |
| 7      | 12月14日 | 蕭太殺到           |        |
| 8      | 12月15日 | 蘇B的秘密          |        |
| 9      | 12月16日 | 五年後的自己       |        |
| 10     | 12月19日 | 追情人不如追情敵   | 結局篇 |
| 11     | 12月20日 | 家人逐個走         | 結局篇 |
| 12     | 12月21日 | 生日快樂           | 結局篇 |
| 13     | 12月22日 | 強勢回歸           | 結局篇 |
| 14     | 12月23日 | 呢個老爺唔簡單     | 結局篇 |
| 15     | 12月24日 | 齊人開飯           | 大結局 |

## 軼事
- 劇情穿插多個ViuTV自家製劇集的彩蛋, 當中第12集《繩角》角色歐陽駿的出現肯定了兩劇處於同一時空。事實上，翻查劇集資料，兩劇均為盧思麟有份監製之作品。
- 幾乎和本劇原班人馬前作《大叔的愛》一樣，劇集片尾曲播放完畢後均有彩蛋。
- 劇中霍美玲（簡慕華飾）之寵物柴犬「烏冬」實為同劇另一演員練美娟之寵物，劇中使用了牠的真名出演。[5]

## 記事
- 2022年4月21日：此劇演員盧瀚霆、黃德斌及練美娟於一間車房拍攝。[6]

## 外部連結
- ViuTV：百萬同居計劃 （页面存档备份，存于）
- MakerVille：百萬同居計劃 （页面存档备份，存于）
- ViuTV：百萬同居計劃: 入住須知 （页面存档备份，存于）
- YouTube上的《百萬同居計劃：入住須知》（Part1）
- YouTube上的《百萬同居計劃：入住須知》（Part2）
- 豆瓣电影上《百萬同居計劃》的資料 （简体中文）

| 香港 ViuTV 星期一至五 21:30－22:30 · 2022年12月9日 暫停播映                     | 香港 ViuTV 星期一至五 21:30－22:30 · 2022年12月9日 暫停播映  | 香港 ViuTV 星期一至五 21:30－22:30 · 2022年12月9日 暫停播映 |
| ------------------------------------------------------------------------------- | ------------------------------------------------------------ | ----------------------------------------------------------- |
|                                                                                 | 百萬同居計劃 （第1－14集） （2022年12月5日－2022年12月23日） |                                                             |
| 繩角 （2022年11月14日－2022年12月3日）                                          | 心靈師 （2022年12月26日－2023年1月20日）                     |                                                             |
| 香港 ViuTV 星期六 21:30－22:30                                                  |                                                              |                                                             |
| 90分鐘狂熱倒數（21:30－22:15）FIFA世界盃2022（22:15－01:15） （2022年12月17日） | 百萬同居計劃（大結局） （第15集） （2022年12月24日）         | 週六好戲勢：旺角卡門（21:30－23:45） （2022年12月31日）     |

| 加拿大 新時代電視一台 星期一至五 20:05－21:00 | 加拿大 新時代電視一台 星期一至五 20:05－21:00 | 加拿大 新時代電視一台 星期一至五 20:05－21:00 |
| --------------------------------------------- | --------------------------------------------- | --------------------------------------------- |
|                                               | 百萬同居計劃 （2023年1月13日－2023年2月2日）  |                                               |
| 七公主 （2022年12月8日－2023年1月12日）       | 我家無難事 （2023年2月3日－2023年3月9日）     |                                               |